# 歴史を紀行する
『歴史を紀行する』（れきしをきこうする）は、司馬遼太郎の随筆。司馬にとって初の随筆集にあたる。1968年（昭和43年）1月から同年12月まで『文藝春秋』に連載された。1969年第30回文藝春秋読者賞受賞。
地方の持つ風土的気質、性格、思考法などが日本の歴史に少なからぬ影響を及ぼしたと筆者は考え、それら風土的特質を捉えようと連載が開始された。第1回の高知編こそ取材内容を一度まとめた上で執筆されているが、第2回からは取材行程を追った時系列での描写が中心になり、面会した人物やタクシー運転手とのやり取りなど、後の紀行文集『街道をゆく』の雛形とも言える形式に変化した。

## 書誌
- 『歴史を紀行する』（文藝春秋、初版1969年2月）
- 『歴史を紀行する』（文春文庫、初版1976年10月）、新装改版2010年2月　ISBN 416766335X
- 『司馬遼太郎全集 第32巻』（文藝春秋、初版1974年4月）